# Месец любов (филм, 2001)
„Месец любов“ (оригинално заглвавие на английски: Sweet November) е американска романтична драма от 2001 г. Участват Киану Рийвс и Шарлиз Терон, които се събират отново след ролите си на съпруг и съпруга в „Адвокат на дявола“. Филмът е базиран на едноименна версия от 1968 г., написана от Хермън Руше. Филмът получава негативни отзиви от критиците, както и нминации за награда „Златна малинка“ в категории „Най-лош римейк“, „Най-лош актьор“ и „Най-лоша актриса“.

## Сценарий
Нелсън Мос (Киану Рийвс) среща неочаквано Сара Дийвър (Шарлиз Терон), една жена много по-различна от всички, които е срещал дотогава. Нейната дързост и неведение го карат да се влюби в нея. Тя го уговаря да прекарат заедно един месец, с обещанието че тя ще промени живота му. В деня след нощта, в която тя преспива с него, пристига Чаз, (близък приятел на Сара) и определя Нелсън като „Месец ноември“.
През ноември двамата се радват на щастливи моменти и се влюбват. През месеца и приключенията им Нелсън преразглежда своето минало и оказва подкрепа на останалия без баща Абнър (съсед на Сара) (Лиъм Айкън). Един ден, Нелсън осъзнава какъв би искал да е животът му и кой иска да бъде с него. Така предлага брак на Сара, който тя отхвърля.
По стечение на обстоятелствата, той научава, че Сара е болна от рак и е отказала да се лекува. Тя го гони от живота си с извинението, че месецът им любов е приключил. Но истината е, че не иска да го подложи на изпитанието с болките и ужаса на смъртта.

## Актьорски състав
- Киану Рийвс като Нелсън Мос
- Шарлиз Терон като Сара Дийвър
- Джейсън Айзъкс като Чаз Уолтли
- Грег Джърман като Винс Холанд
- Лорън Греъм като Анджелика
- Лиъм Айкън като Абнър
- Франк Лангела като Едгар Прайс
- Рей Бейкър като Бъди Лийч
- Майкъл Роузенбаум като Брандън/Бренди
- Робърт Джой като Рийфорд Дюн
- Джейсън Кравиц като Мани
- Там Бълок като Ал

## Саундтрак
| Саундтрак |                                               |                                                                           |                              |             |
| No.       | Заглавие                                      | Текст                                                                     | Изпълнител(и)                | Времетраене |
| 1         | Cellophane                                    | Аманда Гоуст, Sacha Skarbek, Ian Dench, Lucas Burton                      | Аманда Гоуст                 | 3:33        |
| 2         | "Only Time (оригинална версия)"               | Еня, Roma Ryan                                                            | Еня                          | 3:38        |
| 3         | Shame                                         | Brian Transeau                                                            | BT                           | 3:21        |
| 4         | Touched by an Angel                           | Stevie Nicks                                                              | Stevie Nicks                 | 4:23        |
| 5         | "The Consequences of Falling (Lenny B Remix)" | Billy Steinberg, Rick Nowels, Marie-Claire D'Ubaldo                       | Кей Ди Ланг                  | 4:16        |
| 6         | "Heart Door (с Доли Партън)"                  | Пола Коул                                                                 | Paula Cole with Dolly Parton | 4:08        |
| 7         | My Number                                     | Tegan Rain Quin, Sara Keirsten Quin                                       | Tegan and Sara               | 4:09        |
| 8         | Off The Hook                                  | Steven Page, Ed Robertson                                                 | Barenaked Ladies             | 4:34        |
| 9         | Rock DJ                                       | Роби Уилямс, Guy Chambers, Kelvin Andrews, Nelson Pigford, Ekundayo Paris | Роби Уилямс                  | 4:16        |
| 10        | Baby Work Out                                 | Jackie Wilson                                                             | Jackie Wilson, Alonzo Tucker | 3:00        |
| 11        | You Deserve To Be Loved                       | Dillon O'Brian                                                            | Tracy Dawn                   | 5:02        |
| 12        | Wherever You Are                              | Larry Klein, Tonio K                                                      | Celeste Prince               | 4:17        |
| 13        | The Other Half Of Me                          | S. Freeman, J. Lawrence                                                   | Боби Дарин                   | 2:27        |
| 14        | Calafia                                       | Dave Ralicke                                                              | Jump With Joey               |             |
| 15        | Middle of the Night                           | Paul Brown, Roberto Vally, Rick Braun                                     | Rick Braun                   |             |
| 16        | Time After Time                               | Jules Styne, Sammy Cahn                                                   | Киану Рийвс                  |             |

|  | Тази страница частично или изцяло представлява превод на страницата Sweet_November_(2001_film) в Уикипедия на английски. Оригиналният текст, както и този превод, са защитени от Лиценза „Криейтив Комънс – Признание – Споделяне на споделеното“, а за съдържание, създадено преди юни 2009 година – от Лиценза за свободна документация на ГНУ. Прегледайте историята на редакциите на оригиналната страница, както и на преводната страница, за да видите списъка на съавторите. ВАЖНО: Този шаблон се отнася единствено до авторските права върху съдържанието на статията. Добавянето му не отменя изискването да се посочват конкретни източници на твърденията, които да бъдат благонадеждни. |